# Krásnoye (Kushchóvskaya, Krasnodar)
Krásnoye (del ruso: Красное) es un selo del raión de Kushchóvskaya del krai de Krasnodar, en Rusia. Está situado en las llanuras de Kubán-Priazov, junto al límite con el óblast de Rostov, a orillas de un pequeño arroyo tributario por la izquierda del Elbuzd, afluente del Kagalnik, 20 km al norte de Kushchóvskaya y 201 km al norte de Krasnodar, la capital del krai. Tenía 3 569 habitantes en 2010.
Es cabeza del municipio Krasnoselskoye, al que pertenecen asimismo Vódnaya Balka, Tsukerova Balka, Zviozdochka y Krásnoye (jútor).

## Demografía
| 2002  | 2010  |
| ----- | ----- |
| 3 459 | 3 569 |

## Transporte
Cuenta con una estación de ferrocarril (Stépnaya) en la línea de ferrocarril Rostov-Tijoretsk del ferrocarril del Cáucaso Norte.